# 2002 PP149
2002 PP149, também escrito como 2002 PP149, é um objeto transnetuniano que está localizado no Cinturão de Kuiper, uma região do Sistema Solar. Ele possui uma magnitude absoluta de 6,9 e tem um diâmetro estimado com cerca de 183 km.

## Descoberta
2002 PP149 foi descoberto no dia 11 de agosto de 2002 pelo astrônomo Marc W. Buie.

## Órbita
A órbita de 2002 PP149 tem uma excentricidade de 0,088 e possui um semieixo maior de 40,795 UA. O seu periélio leva o mesmo a uma distância de 37,200 UA em relação ao Sol e seu afélio a 44,390 UA.